# Bittertje

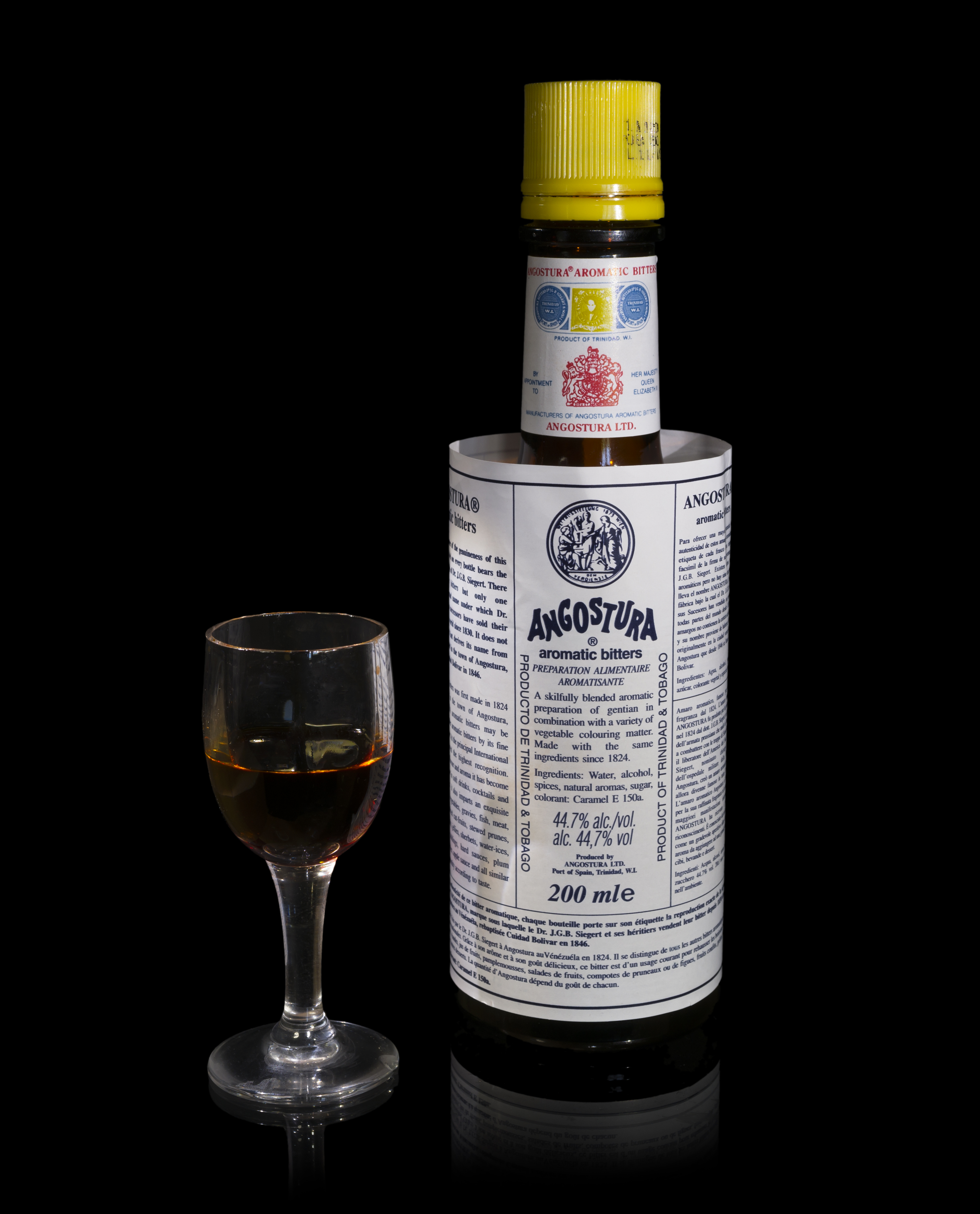
Flesje Angostura bitters

Een bittertje (ook kruidenbitter of een glaasje bitter) is  jenever of brandewijn waarin een mengsel van kruiden heeft getrokken. De drank bevat minder dan 100 gram suiker per liter, anders wordt het een kruidenlikeur genoemd.
Bekende bitters zijn:
- Absint
- Angostura
- Becherovka
- Berenburg
- Campari
- Els La Vera
- Fernet
- Jägermeister
- Juttertje
- Mandarin
- Nobeltje
- Oranjebitter
- Schelvispekel
- Schrobbelèr
- Schylger Jutters-Bitter
- Underberg
- Unicum